# ناتان (پسر داوود)
ناتان فرزند داوود از همسرش بث‌شیع بود. او برادر کوچکتر سلیمان، شیمه‌ئا و شوباب (تواریخ اول، ۳:۵) است.

## نسب نامه عیسی
انجیل متی و لوقا نَسَب نامه‌ی عیسی را تا ابراهیم ذکر می‌کنند. اما متی اجداد مسیح را تا سلیمان پسر داوود می‌برد (متی ۱: ۶)، در حالیکه انجیل لوقا آنرا تا ناتان پسر داوود می‌رساند (لوقا ۳: ۳۱).